# Eduard Schnack

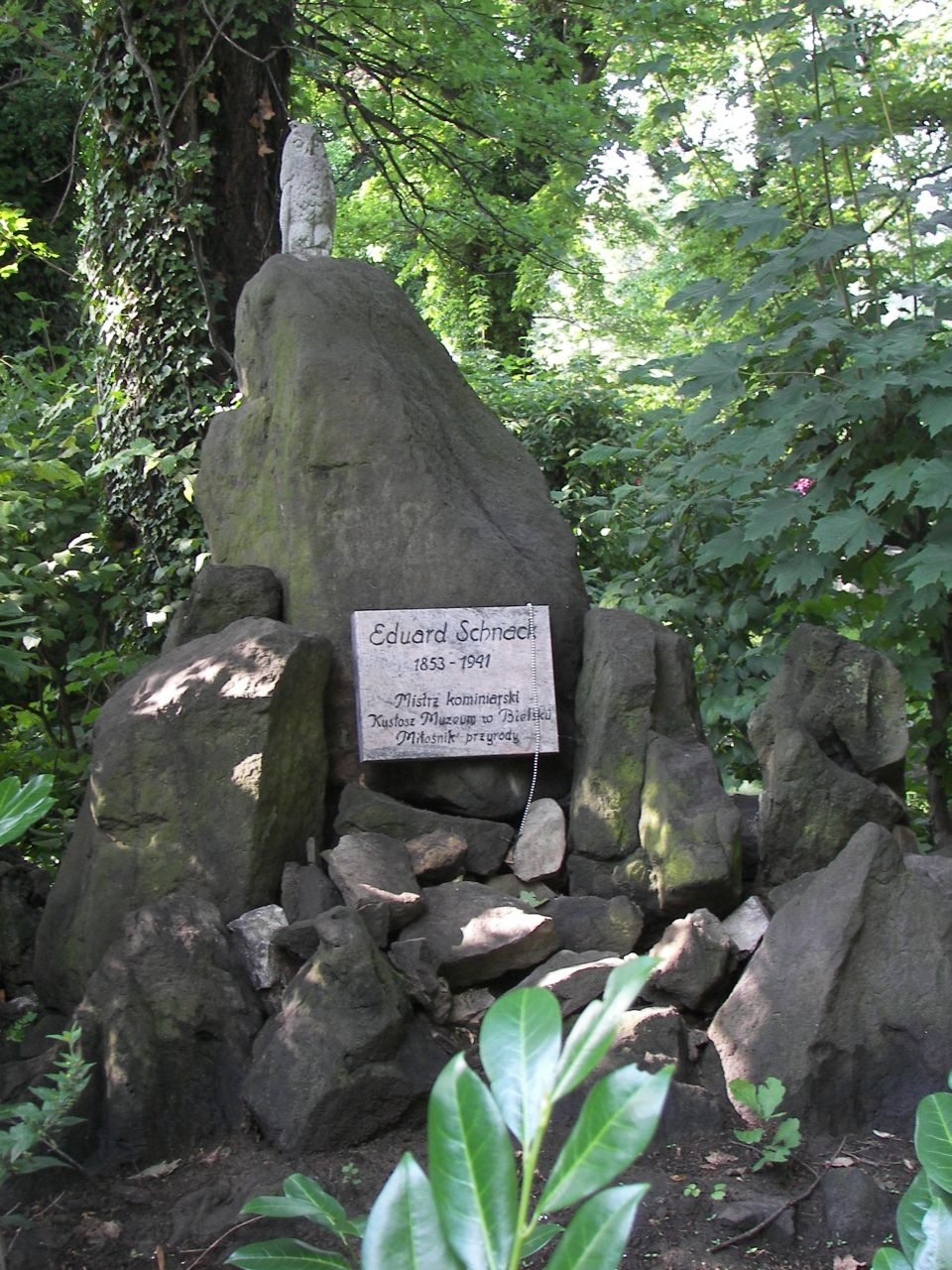
Nagrobek Eduarda Schnacka na tzw. Nowym Cmentarzu Ewangelickim w Bielsku.

Eduard Emanuel Schnack (ur. 7 lutego 1853 w Opawie, zm. 22 grudnia 1941 w Bielsku) – austriacki mistrz kominiarski, botanik samouk, kolekcjoner, muzealnik, działacz społeczny i filantrop. Od 1878 roku mieszkaniec Bielska.

## Życiorys
Był synem mistrza kominiarskiego Eduarda Schnacka i Herminy z domu Kuttler. Kształcił się zawodowo w opawskim warsztacie ojca. Już jako mieszkaniec Bielska był powiatowym mistrzem kominiarskim i zasiadał w zarządzie cechu kominiarskiego na Śląsku Cieszyńskim.
Pasja przyrodnicza Schnacka przyniosła, obok powstania imponującej kolekcji motyli, stworzenie dwóch alpinariów na terenie miasta. Były to pierwsze założenia tego typu na Śląsku Cieszyńskim. Jako pierwsze powstało alpinarium w jego przydomowym ogrodzie przy obecnej ul. Sobieskiego 14 (róg Listopadowej). Był to początkowo niewielki rezerwat dla roślin zagrożonych wyginięciem. Naprzeciw kościoła pw. św. Trójcy dziś widoczne są znikome ślady owego założenia, całość uległa dewastacji w latach powojennych. Drugie alpinarium, powstałe w 1905 roku na powierzchni 400 m², istnieje do dzisiaj na stoku obok schroniska na Szyndzielni. Ostatnio było remontowane w 2011.
Eduard Schnack jest najbardziej znany jako współorganizator i długoletni kustosz Muzeum Miejskiego w Bielsku. W latach 1903–1906 zajmował się pozyskiwaniem środków finansowych oraz eksponatów do kolekcji. Po otwarciu muzeum wiosną 1906 roku, w domu nr 9 przy bielskim rynku, był jego opiekunem i klucznikiem. Nie tylko pełnił tę funkcję społecznie (do 1941 roku), ale z własnych funduszy pozyskiwał przedmioty do kolekcji oraz pokrywał niejednokrotnie koszty ich renowacji.
Był jednym z pierwszych członków założonego w 1893 roku Towarzystwa Beskidzkiego (niem. Beskidenverein), a od 1936 roku członkiem Polskiego Towarzystwa Tatrzańskiego.
Był także członkiem bielskiego oddziału stowarzyszenia „Nordmark”, a około 1901 roku jego wiceprezesem.
Jego żoną była Klara z domu Keller.
Pochowany został na Nowym Cmentarzu Ewangelickim w Bielsku przy ul. Listopadowej. Na pamiątkę jego działalności nagrobek, uformowany z głazów, ma formę nawiązującą do alpinarium.
Puchacz na nagrobku Schnacka umieszczony został na pamiątkę jego długoletniego członkostwa w „Schlaraffia Bilitia” – organizacji parawolnomularskiej.